# Economía artificial
La Economía Artificial se puede definir como “un método de investigación que trata de mejorar nuestra comprensión de un sistema o proceso socioeconómico mediante simulaciones computacionales”.
Al igual que la economía teórica, la aproximación seguida en la economía artificial para entender los procesos socioeconómicos consiste en construir y analizar modelos formales. Sin embargo, y en contraste con la economía teórica, los modelos en la economía artificial se implementan en un lenguaje de programación, de tal forma que se utilizan computadores para su análisis. Concretamente, el método utilizado en la economía artificial para analizar un modelo formal normalmente comprende dos fases: 1) la generación deductiva de muestras, y 2) el razonamiento inductivo de patrones generales.
1. La generación deductiva de muestras consiste en ejecutar el modelo muchas veces bajo diferentes particularizaciones de las variables que define el modelo. Específicamente, si el modelo es estocástico, cada ejecución se genera con una realización específica de cada una de las variables aleatorias del modelo. El resultado de esta primera fase es un conjunto de inputs o entradas y sus correspondientes outputs o salidas, que han sido derivados mediante computación utilizando únicamente razonamiento deductivo, i.e. aplicando a las entradas las reglas de inferencia que definen el modelo.[4][5]
2. Una vez se ha obtenido un número de muestras suficiente, se utiliza el razonamiento inductivo para tratar de inferir patrones generales sobre el comportamiento del modelo. Este proceso inductivo conduce a conclusiones probables –en contraposición a necesarias (excepto en los casos en que todas las posibles instancias particulares sean exploradas)– dado que se trata de inferir propiedades generales a partir de instancias particulares del modelo.

El beneficio de utilizar la simulación computacional descrita (frente a solamente la deducción lógica) es que permite explorar modelos formales que son –actualmente– intratables utilizando las técnicas matemáticas más avanzadas. Esto ocurre porque el conjunto de hipótesis que se pueden investigar utilizando simulación no se limita a las restricciones que el tratamiento matemático impone. Este punto es particularmente importante en el estudio de procesos socioeconómicos, en los cuales –debido a su naturaleza compleja– son con frecuencia difíciles o imposibles de tratar utilizando únicamente una aproximación deductiva. La aproximación estrictamente deductiva suele requerir de multitud de simplificaciones para asegurar la tratabilidad matemática, lo que hace que la correspondencia entre el sistema real y las hipótesis del modelo sea en ocasiones frustrantemente débil. Algunas de las hipótesis habituales se enumeran sucintamente en la columna de la izquierda, junto con algunas de las características que pueden ser exploradas utilizando la aproximación de economía artificial (columna de la derecha).
| Restricciones habituales impuestas para asegurar tratabilidad matemática | Características que pueden ser exploradas mediante simulación computacional (aproximación Economía Artificial)              |
| ------------------------------------------------------------------------ | --- |
| Agente homogéneo representativo o un continuo de agentes                 | Representación explícita e individual de cada agente (modelado basado en agentes)                                           |
| Racionalidad (y a veces conocimiento común de racionalidad)              | Adaptación a nivel de individuo (aprendizaje) o a nivel poblacional (evolución). Decisiones satisfactorias frente a óptimas |
| Información perfecta                                                     | Información local y asimétrica                                                                                              |
| Equilibrios estáticos                                                    | Dinámica del proceso |
| Aproximaciones deterministas y límites                                   | Estocasticidad |
| Aproximación "Top-down"                                                  | Construcción "Bottom-up" |
| Redes de interacción completas o formadas conforme a redes fijas         | Redes de interacción concretas y arbitrarias                                                                                |
| Eliminación del efecto del espacio físico                                | Representación explícita del espacio físico                                                                                 |
| Poblaciones infinitas                                                    | Poblaciones finitas |
| Continuidad. Preferencia por las soluciones únicas                       | Discontinuidades. Efectos de dependencia histórica y condiciones iniciales                                                  |

Las diferencias en el tipo de hipótesis investigadas utilizando estrictamente el razonamiento deductivo y aquellas utilizadas en la economía artificial son tan fundamentales que algunos académicos ven esas diferencias como las características que definen propiamente el campo. Otros académicos consideran que la característica distintiva de la Economía Artificial es sin embargo metodológica, i.e. el uso de la simulación computacional y la inducción. El hecho de que los modelos en la economía artificial sean implementados en un lenguaje de programación (en lugar de en un conjunto de ecuaciones) no se considera sustancial dado que cualquier modelo expresado como código computacional puede también ser expresado como una función matemática bien definida.

## Artificial Economics Conference Series
Uno de los objetivos de esta conferencia es favorecer el encuentro de gente e ideas de las dos comunidades científicas –ciencia computacional y ciencia económica– para construir una aproximación más estructurada y multidisciplinar. Las actas de cada una de las conferencias de esta serie han sido publicadas como un volumen de la serie de Springer Lecture Notes in Economics and Mathematical Systems (enlace roto disponible en Internet Archive; véase el historial, la primera versión y la última)..